# 小行星5495
小行星5495（英語：5495 Rumyantsev）是一颗围绕太阳公转的小行星。1972年9月6日，柳德米拉·瓦斯列娜·朱然勒娃在克里米亚发现了此天体。
这颗小行星的绝对星等为278.9960362576094等。